# Kapitulní děkanství (Olomouc)
Kapitulní děkanství je jedním z historických objektů tvořících celek olomouckého hradu, národní kulturní památky. Areál je dokladem tisíciletí stavebního vývoje a patří k nejstarším trvale osídleným lokalitám střední Evropy. Tvoří jej soubor budov, které sloužily olomoucké kapitule jako děkanství a sídlo prvních kanovníků. Vzniklo postupnou přestavbou různých objektů s nejstarším jádrem z konce 13. století. Hlavní palácová budova s připojeným hospodářským dvorem získala konečnou barokní podobu v 1. polovině 18. století.
Vlastníkem objektu je Metropolitní kapitula u svatého Václava. Na základě dohody mezi církví a státem zde bylo roku 2006 po rozsáhlé rekonstrukci otevřeno  Arcidiecézní muzeum Olomouc.

## Historie
Historie kapitulního domu je spojena s výstavbou románské baziliky sv. Václava v 1. polovině 12. století, kdy biskup Jindřich Zdík budoval na tomto místě rozlehlý církevní areál s biskupským palácem a domem pro kanovníky. 
Rezidence olomouckých kapitulních děkanů vznikla postupným spojováním několika samostatných objektů:
- gotického Nového hrádku s okrouhlou obrannou věží (dnes kaplí sv. Barbory) na východě,
- kapitulního děkanství na západě a
- purkrabství uprostřed areálu.

Pozemek pro stavbu děkanství získal roku 1267 děkan Bartoloměj od krále Přemysla Otakara II.  V roce 1306 byl v kapitulním děkanství ubytován a 4. srpna zavražděn poslední Přemyslovec, král Václav III. .
Po požáru v roce 1380 bylo purkrabství přestavěno na palácovou jednopatrovou stavbu a v roce 1524 došlo k celkové renesanční přestavbě.  Když během 16. století olomoucký hrad ztratil na významu, byly všechny tři dosud samostatné celky, Nový hrádek, děkanství i purkrabství, definitivně propojeny v jednu budovu.

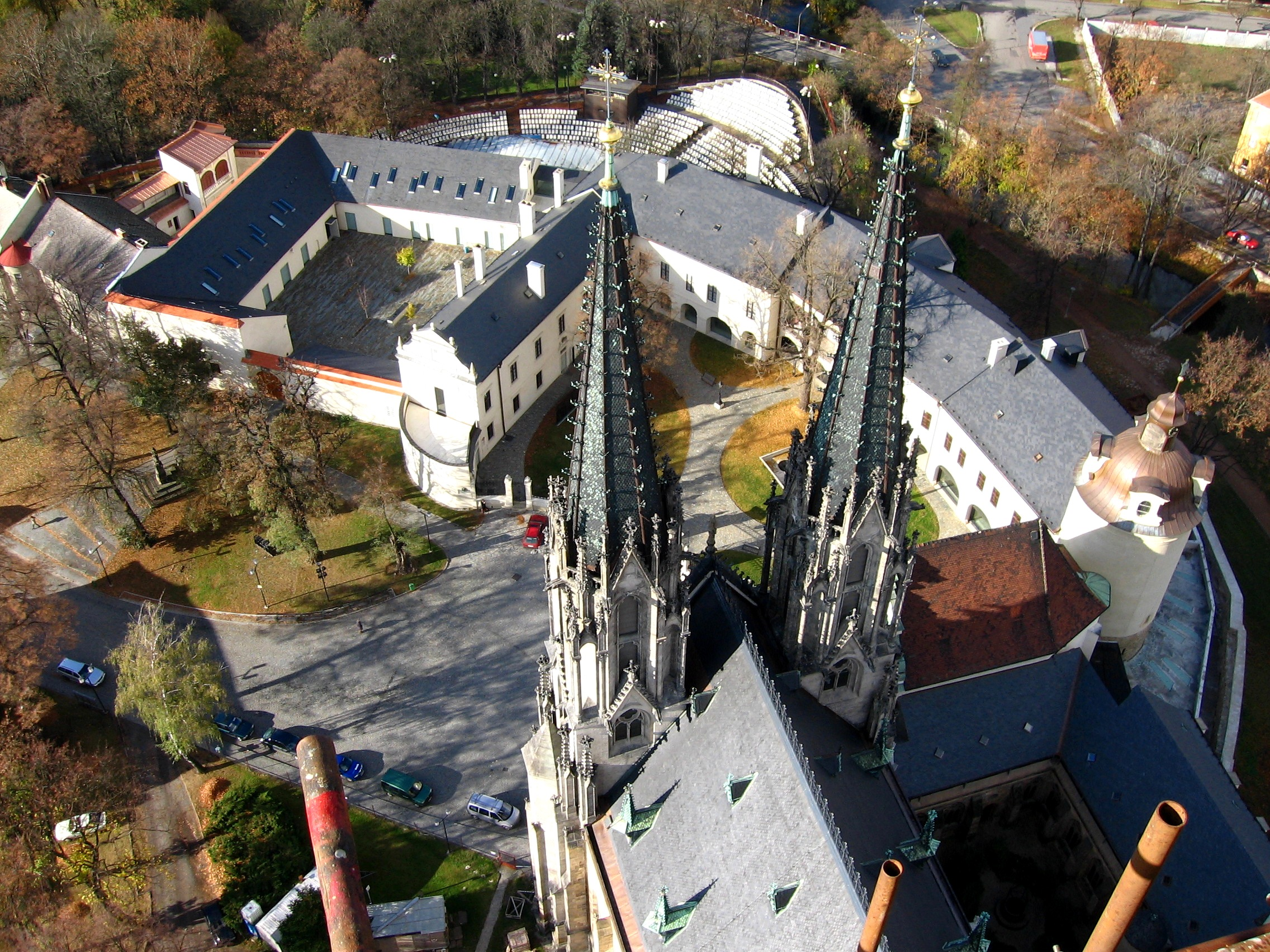
celkový pohled na areál kapitulního děkanství

V 1. polovině 17. století došlo za stavovského povstání a během obsazení města Švédy za třicetileté války ke značné devastaci celého areálu. Jeho raně barokní obnovu započal po roce 1650 kapitulní děkan Claudius Sorina z Mantovy.  Bylo připojeno západní boční křídlo a prováděny úpravy zejména v části hospodářského dvora. 
Během 18. století pak za děkana Kašpara Florentina Glandorfa (1748-1751) došlo ke komplexní barokní přestavbě areálu, rezidence byla upravena na reprezentativní  palácovou stavbu. Vzniklo nové východní křídlo s kočárovou remízou, reprezentační interiéry získaly bohatou štukovou a malířskou výzdobu a byl rozšířen hospodářský dvůr. Ke štítovému průčelí byl přistavěn přízemní objekt vrátnice. Byla zřízena domácí kaple sv. Barbory v okrouhlé věži, která dostala novou báň s měděnou krytinou. Byl také upravován suterén pod goticko–renesanční částí paláce.  Roku 1767 zde pobýval Wolfgang Amadeus Mozart, když onemocněl černými neštovicemi. Po zotavení složil symfonii F-dur, kterou věnoval městu Olomouc.

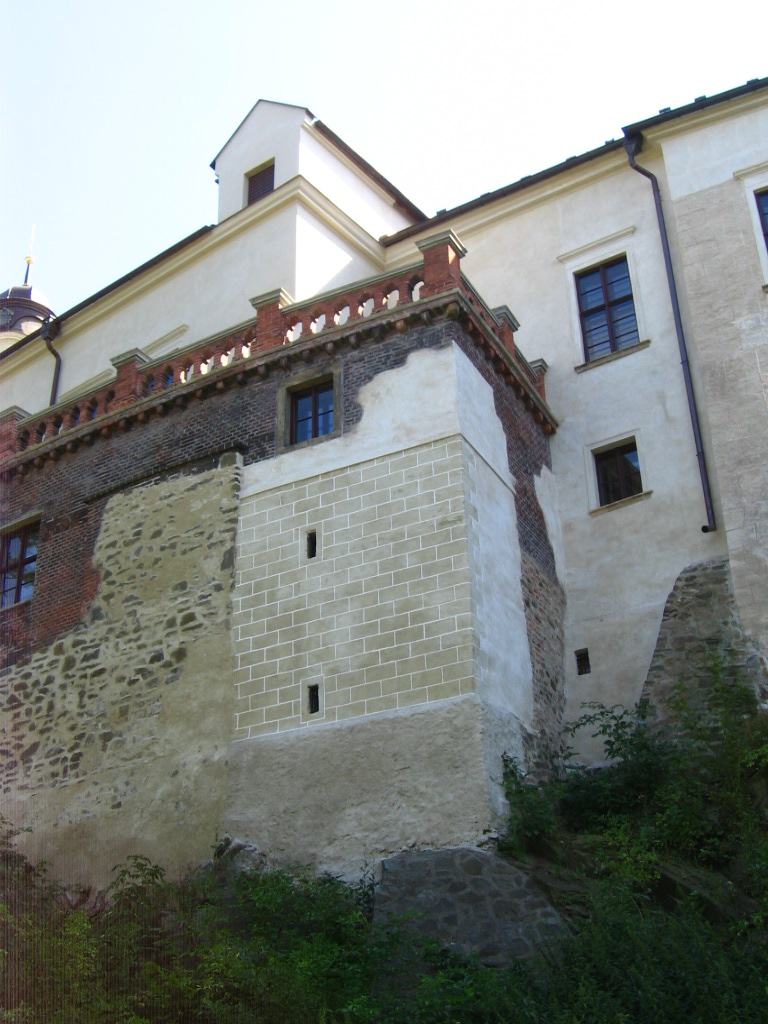
Pozůstatky gotických hradeb s hranolovou obrannou věží a cihlová „Krvavá pavlač“

V 1. polovině 19. století byla na severním průčelí postavena „Krvavá pavlač“ a osazena kamenná pamětní deska  připomínající zavraždění  krále Václava III..  Poslední velká přestavba v historizujícím stylu byla provedena za děkana Roberta Lichnovského z Voštic v letech 1868–1879. Byla přestavěna lodžie na hlavním průčelí, vyměněna okna, dveře a obklady stěn. Byly upraveny stropy a také vznikl Erbovní sál s erby 261 šlechtických kanovníků.  Vznikl nový vchod do domácí kaple sv. Barbory, nad který byl vsazen erb děkana Lichnovského. Kaple byla schodištěm propojena s kostelem sv. Anny.  Byla zrušena kočárovna a kočáry přemístěny do hospodářského dvora. Nově bylo upraveno nádvoří před hlavní budovou a byla instalována barokní kovaná mříž, která odděluje budovy děkanství od Václavského náměstí.
Po druhé světové válce byl areál zestátněn a před rokem 1989 ho využívala Pedagogická fakulta Univerzity Palackého. Po navrácení církvi bylo rozhodnuto využít jeho prostory pro rozsáhlé umělecké sbírky olomouckého arcibiskupství. Stát se zavázal, že zaplatí rekonstrukci budov a pokryje náklady na provoz muzea. K celkové rekonstrukci památky a přestavbě na sídlo Arcidiecézního muzea Olomouc podle návrhu architektonického ateliéru HŠH Architekti došlo během let 1998–2006. V hlavním paláci  jsou výstavní a společenské sály, hospodářský dvůr byl přestavěn na depozitáře  a administrativní prostory muzea.  Kapitulní děkanství bylo novým železobetonovým  objektem propojeno s biskupským palácem, který byl pro návštěvníky muzea kompletně zpřístupněn po dvouleté rekonstrukci v roce 2023. Pro novou expozici, která přiblíží kulturně–historický vývoj Svatováclavského návrší, byla upravena i část podkroví kapitulního děkanství. V barokních sálech prvního patra  byly restaurovány původní dřevěné podlahy.

## Popis
Areál se nachází v historickém centru Olomouce na  návrší v sousedství dómu sv. Václava, Zdíkova paláce a kostela sv. Anny.   

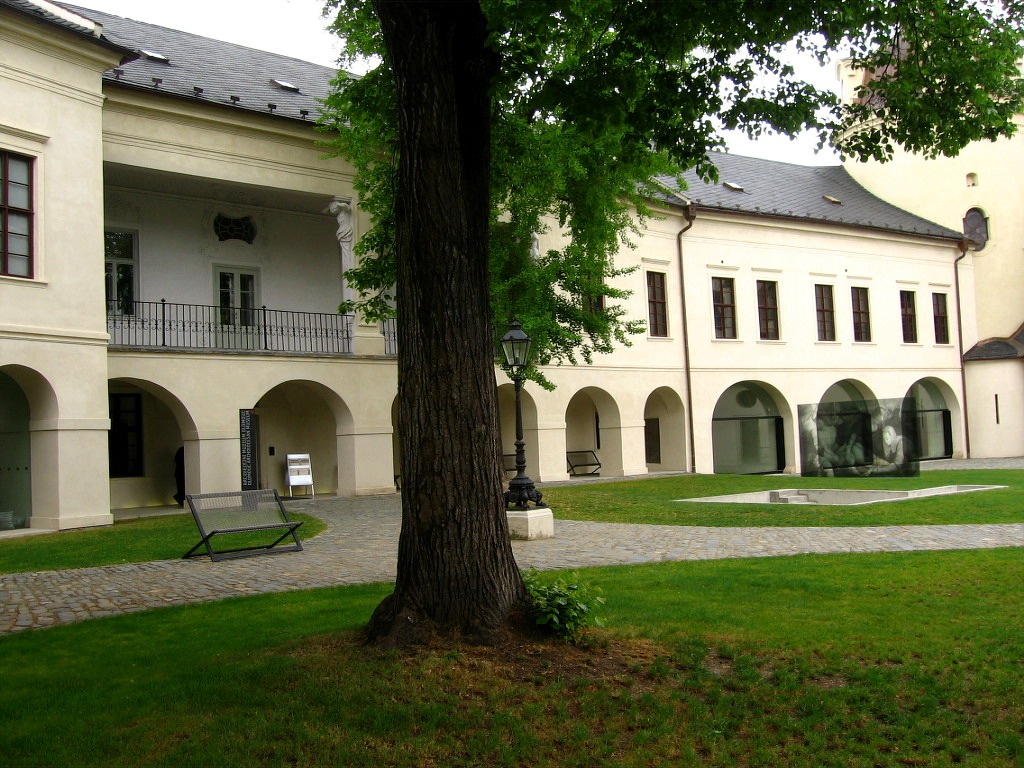
nádvoří s průčelím kapitulního děkanství

Je to dvoukřídlová patrová budova s válcovou věží na východní straně a  přiléhajícím hospodářským dvorem na západě.  Před hlavním průčelím se rozkládá čestný dvůr uzavřený kovovým oplocením na kamenné zídce a  kovanou bránou se znakem děkana Lichnovského mezi pilíři s korintskými sloupy. V parku za branou je instalována velká pískovcová socha anděla s křížem od Ondřeje Zahnera. Severní stranu areálu tvoří parkánová zeď s hranolovou věží a pozůstatky  gotických hradeb. V části původního purkrabství se zde dochoval mělký arkýř na dvojici kamenných krakorců. V severním parkánovém průčelí východního křídla je upravena tzv. krvavá pavlač s pamětní deskou na vraždu Václava III.
V přízemí palácové budovy je podloubí, nad ním v 1. patře  dlouhá řada obdélných oken uprostřed přerušená širokou lodžií.  Místnost za lodžií je zdobena štukovým dekorem, který zobrazuje oslavu duchovní podstaty lidského bytí. V přilehlé chodbě jsou štukem znázorněny symboly včasné sklizně.  V suterénu v místě původního purkrabství   je odkryto původní románské  a gotické zdivo.
V interiérech se ve čtyřech sálech 1. patra zachovaly štukové reliéfy z poloviny 18. století  s námětem čtyř živlů, plochu mezi okny vyplňují mytologické příběhy. Erbovní sál je přístupný po  samostatném schodišti s tepanou rokokovou mříží. Plocha stěn je pokryta 261 erby šlechtických příslušníků kapituly malovanými na plátně. V rozích a na delších stěnách  se zachovaly polychromované a zlacené štuky s alegoriemi čtyř ročních období a dívčími postavami s hudebními nástroji. Kachlová kamna válcového tvaru jsou sestavena z kachlů zdobených erbem děkana Lichnovského. Na chodbě  je na podestě schodiště osazena deska připomínající osm kanovníků olomoucké kapituly, uvězněných za stavovského povstání roku 1619.
Hospodářský dvůr je tvořen ze tří stran nízkými budovami, na východní straně poschoďovým  křídlem  děkanství, jehož užší strana do ulice je završena volutovým štítem s kamennými jehlany a koulemi. Budovy  mají jednoduchou hladkou omítku, vjezd z náměstí tvoří kamenný portál  se znakem děkana Viléma Vojtěcha Libštejnského z Kolovrat datovaný letopočtem  1709.